# Carl Friedrich Wilhelm Catenhusen

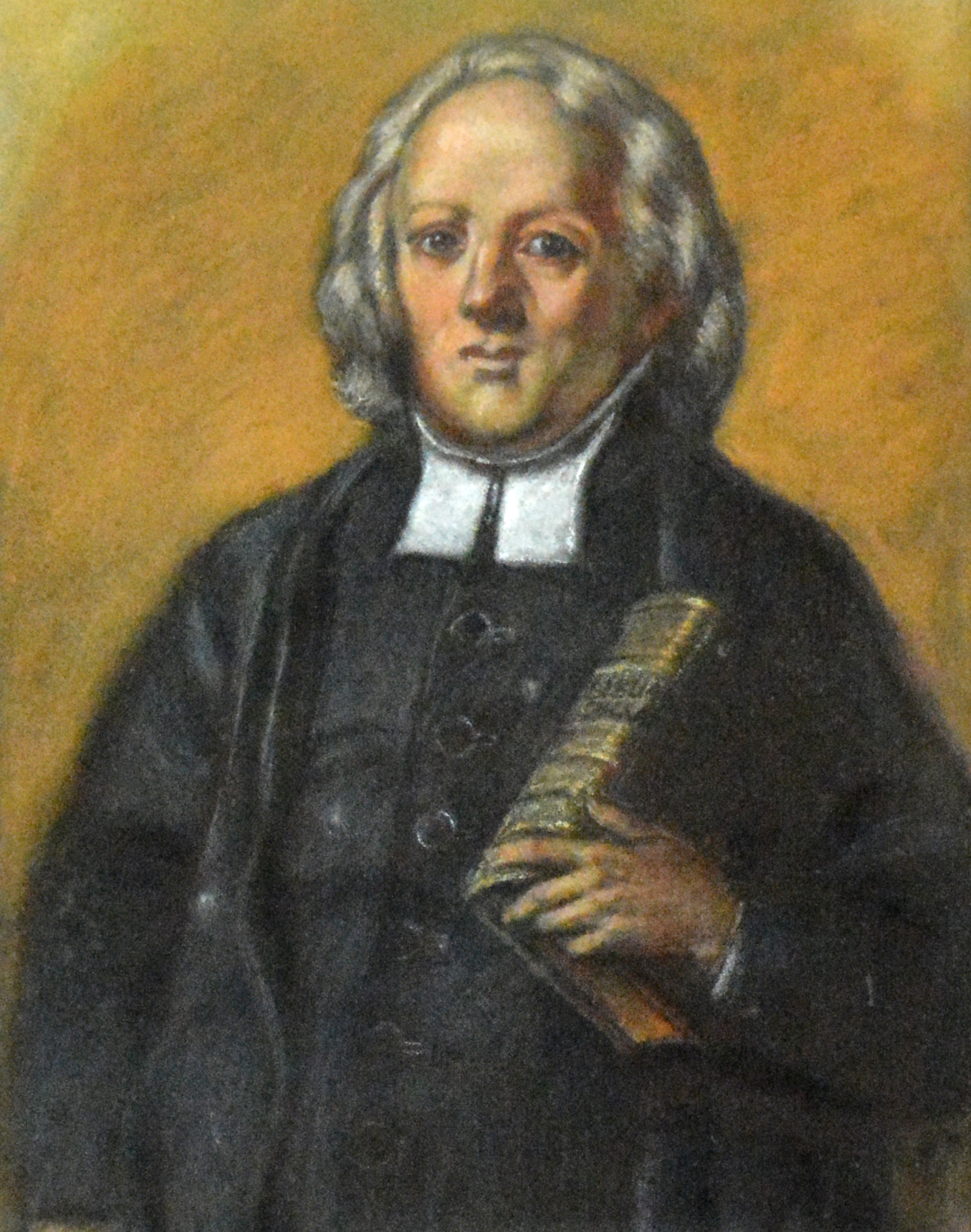
Bild von Carl Friedrich Wilhelm Catenhusen in der Klosterkirche Uetersen

Carl Friedrich Wilhelm Catenhusen, auch Karl (* 24. August 1792 in Ratzeburg; † 24. April 1853 ebenda) war ein deutscher evangelisch-lutherischer Theologe und von 1834 bis zu seinem Tod als Superintendent der leitende Geistliche im Herzogtum Lauenburg. 

## Leben
Catenhusen war ein Sohn des Küsters an der Ratzeburger Stadtkirche St. Petri und Mädchenlehrers Johann Christian Catenhusen. Er besuchte die Ratzeburger Domschule. Zu einer kaufmännischen Lehre bestimmt, kam er nach seiner Konfirmation 1806 als Lehrling nach Lübeck. Nach drei Jahren kehrte er nach Ratzeburg zurück und überzeugte seinen Vater, ihn eine akademische Laufbahn einschlagen zu lassen. Er ging zunächst zurück in die Domschule und besuchte dann mit einer Freistelle vom 10. Oktober 1810 bis zum 12. März 1812 die Klosterschule Ilfeld. An der Universität Göttingen studierte er evangelische Theologie und erhielt 1815 eine erste Anstellung als Hauslehrer im Haus der Gräfin Luckner auf Tüschenbek in Groß Sarau. Hier fand er Anschluss an den Kreis um den reformierten Prediger Johannes Geibel, dessen Töchter er ebenfalls unterrichtete.
1816 wurde er zum Diakonus (2. Pastor) an der Maria-Magdalenen-Kirche in Lauenburg/Elbe berufen. 1831 wurde er Pastor und Klosterprediger an der Klosterkirche Uetersen. 1834 erfolgte seine Berufung zum Hauptpastor an St. Petri in Ratzeburg und zum Superintendenten der Landeskirche des Herzogtums Lauenburg. Dieses Amt hatte er bis zu seinem Tod inne.
Catenhusen war ein energischer Vertreter der von Claus Harms angeschobenen konservativen lutherischen Erneuerung in Norddeutschland. Schon 1820 ergriff er in einer Streitschrift für Harms Partei. Als Superintendent sorgte er mit einer Reihe von Entscheidungen für eine dezidierte neulutherische Ausrichtung seines Kirchengebietes: Er brachte die lauenburgische von Andreas Pouchenius dem Älteren verfasste Niedersächsische Kirchenordnung von 1585 neu zur Geltung; 1841 und 1851/52 erfolgte eine Neuherausgabe des Lauenburgischen Gesangbuchs; um 1850 die verpflichtende Einführung des Lauenburgischen Talars; und 1845 die Entscheidung, die lutherische Dresdner Mission, das spätere Leipziger Missionswerk, zu unterstützen. Im Juli 1852 fand das erste Lauenburgische Landesmissionsfest in Lauenburg/Elbe statt, womit eine jährliche Tradition begründet wurde, die bis in den Anfang des 21. Jahrhunderts bestehen blieb. Jedes Pfarramt erhielt ein Exemplar der Erlanger Ausgabe der Werke Martin Luthers.
Von besonderer gesellschaftlicher Bedeutung waren seine Bemühungen im Bildungsbereich. Als die Domschule in Ratzeburg geschlossen wurde, war er 1845 die treibende Kraft bei der Gründung der Lauenburgischen Gelehrtenschule. Als Vorschule eines Lehrerseminars gründete er in Ratzeburg ein Präparandeum. Gegen die Beseitigung des kirchlichen Einflusses in den lauenburgischen Schulen, wie durch das lauenburgische Schulgesetz in den Jahren der Schleswig-Holsteinischen Erhebung geplant, eröffnete Wilhelm Heinrich Koopmann, Pastor an der Maria-Magdalenen-Kirche in Lauenburg, eine Polemik mit seiner 1850 verfassten Schrift: Die grundrechtliche Confusion in Staat, Kirche und Schule, beleuchtet mit besonderer Rücksicht auf den neuen Schulgesetzentwurf für das Herzogthum Lauenburg. Catenhusen unterstützte Koopmanns Haltung in der Schulfrage.
Sein Sohn Ernst (1841–1918) wurde ein seinerzeit bekannter Dirigent und Komponist.

## Auszeichnungen
- 1836 Dannebrogorden: Ritter
- 1840 Dannebrogsmann
- 1852 Dannebrogorden: Commandeur

## Werke
- Zeugnisse der lutherischen Kirche über Vernunftreligion. Mit einem Vorbericht für Unstudierte. Kiel 1820 (Digitalisat).
- Vom wahren Glauben an Jesum. Eine Predigt. Bremen 1826.
- Von den Boten und Zeugen, die der Herr unter die Heiden sendet. Ratzeburg 1846.
- Dr. M. Luthers, des deutschen Propheten und Apostels lehrreiche Aussprüche über die hohe Schule. Ratzeburg 1845 (zur Eröffnung der Gelehrtenschule).
- Vom göttlichen Segen oder kurze göttliche Segensordnung nach der heiligen Schrift. Ratzeburg 1849 (zur Einweihung des neuen Schulhauses der Gelehrtenschule).